# Torneo Apertura 2006 (El Salvador)
El Torneo Apertura 2006 fue el decimoséptimo torneo corto desde la creación del formato de un campeonato Apertura y Clausura, que se juega en la Primera División de El Salvador. CD Once Municipal se proclamó campeón por segunda vez en su historia.